# Marek Adamkiewicz
Marek Adamkiewicz (ur. 21 listopada 1957 w Szczecinie) – polski działacz opozycyjny w PRL, członek Studenckiego Komitetu Solidarności we Wrocławiu, uczestnik Ruchu „Wolność i Pokój”.

## Życiorys
Był uczniem I Liceum Ogólnokształcącego w Szczecinie. Od 1976 studiował fizykę na Uniwersytecie Wrocławskim, był jednym z założycieli Studenckiego Komitetu Solidarności we Wrocławiu, następnie jego rzecznikiem. W 1978 usunięty ze studiów, powrócił do Szczecina. W 1980 został studentem matematyki w Wyższej Szkole Pedagogicznej w Szczecinie, należał do założycieli Niezależnego Zrzeszenia Studentów na swojej uczelni, redagował pisma NZS „Półgębkiem” i „Komunikat NZS”. w listopadzie 1981 stanął na czele komitetu strajkowego, który rozpoczął okupacyjny strajk solidarnościowy ze studentami protestującymi przeciwko wyborowi Michała Hebdy na rektora Wyższej Szkoły Inżynierskiej w Radomiu.
Po ogłoszeniu stanu wojennego ukrywał się do lutego 1982, uczestniczył w powielaniu „Biuletynu Informacyjnego” Regionu NSZZ „Solidarność” Pomorze Zachodnie, był działaczem Akademickiego Ruchu Oporu. Został internowany 8 maja 1982, przebywał w ośrodkach w Wierzchowie i Strzebielinku, zwolniony został 27 listopada 1982, powrócił na studia w WSP. We wrześniu 1984 został powołany do zasadniczej służby wojskowej, odmówił złożenia przysięgi wojskowej, jako kierowanej wobec władzy komunistycznej oraz obejmującej wierność obcej armii. Za swój czyn został aresztowany 17 listopada 1984 i 18 grudnia 1984 skazany przez Wojskowy Sąd Garnizonowy na karę 2,5 roku pozbawienia wolności, co było wówczas orzeczeniem bez precedensu.
Od 17 do 24 marca 1985 w jego obronie odbyła się głodówka protestacyjna w kościele św. Krzysztofa w Podkowie Leśnej. Skazanie M. Adamkiewicza było także zasadniczym impulsem do powołania w kwietniu 1985 organizacji Ruch „Wolność i Pokój”. Kolejna głodówka w jego obronie odbyła również w Podkowie Leśnej w dniach 16–23 marca 1986. On sam został zwolniony na mocy amnestii 8 września 1986. Nie pozwolono mu ukończyć studiów, w kolejnych latach utrzymywał się z prac dorywczych.
Po wyjściu z więzienia został aktywnym członkiem Ruch „Wolność i Pokój”, wszedł w skład rady Funduszu Ruchu, publikował w prasie niezależnej, w latach 1987–1989 redagował dział informacyjny w piśmie WiP „Ad vocem”, a także był członkiem redakcji kwartalnika „Pismo Ruchu Wolności Pokój”. Za udział w licznych happeningach i protestach WiP-u wielokrotnie karany był przez kolegia ds. wykroczeń.
Przed wyborami w czerwcu 1989 uczestniczył w organizowaniu kampanii wyborczej kandydatów Komitetu Obywatelskiego w województwie szczecińskim.
Po 1989 nie angażował się w działalność polityczną, do 1998 pracował w branży budowlanej, od 1998 jest pracownikiem Miejskiego Ośrodka Sportu, Rekreacji i Rehabilitacji w Szczecinie (od 2009 jako kierownik Stadionu Miejskiego im. Floriana Krygiera).

## Odznaczenia
W 2007 został odznaczony Krzyżem Oficerskim Orderu Odrodzenia Polski (M.P. z 2007, nr 54, poz. 609), a w 2022 roku Srebrną Odznaką Honorową Wrocławia.